# Plan de Laplace
Le plan de Laplace est défini comme le plan d'équilibre ou plan moyen qu'occupe l'orbite d'un corps céleste. Il est utile pour déterminer les inclinaisons et les angles entre les orbites des autres corps célestes. Il peut être modifié au cours du temps par la précession nodale, due à la présence d'objets célestes extérieurs.
Il est utilisé pour décrire les orbites des objets de la ceinture de Kuiper ou des satellites des planètes géantes. Le plan de Laplace correspond au plan équatorial de la planète pour les satellites très proches de la planète, et se rapproche progressivement du plan orbital de la planète pour les satellites plus éloignés. Cependant, dans certains cas, comme celui des satellites extérieurs de Jupiter (Ananké, Pasiphaé et les autres), les perturbations dues à Saturne deviennent suffisamment importantes pour faire dévier le plan de Laplace de la simple description précédente.